# Os Apóstolos de Judas
Os Apóstolos de Judas é uma telenovela brasileira produzida pela extinta Rede Tupi e exibida de 31 de maio a 27 de novembro de 1976, substituindo Um dia, o Amor e sendo substituída por Tchan, a Grande Sacada.
Escrita por Geraldo Vietri e dirigida por Geraldo Vietri e Duarte Gil Gouveia.
Dos 156 capítulos originalmente exibidos, apenas 6 foram preservados, estando sob a guarda da Cinemateca Brasileira.

## Trama
O feirante Judas sofre com o desprezo da mulher que ama, Marina, e não percebe o amor de Berenice. O enriquecimento de Judas, ao receber grande fortuna de Tomé, um velho solitário, tal como o próprio título alude, faz com que ele agora tenha muitos "amigos", e até mesmo Marina, interesseira, aproxima-se de Judas. Berenice continua a sofrer com seu amor. Depois de travar luta com milionários ingleses, muito sofrer e de notar o amor de Berenice, Judas toma uma decisão marcante: dá uma lição em Marina, abandonando-a no altar.

## Elenco
- Jonas Mello - Judas
- Márcia Maria - Marina
- Berta Zemmel  - Berenice
- Sadi Cabral - Tomé
- Laura Cardoso - Fátima da Conceição
- Paulo Figueiredo - Pedro
- Kate Hansen - Kathleen
- João José Pompeo  - Prudêncio
- Dina Lisboa - Dulce
- Etty Fraser - Evelyn
- Wilson Fragoso - William
- Chico Martins  - Cristiano
- Flamínio Fávero - Nando
- Sidnéia Rossi .... Domitila
- Yara Marques - Vitória
- Arnaldo Weiss - Osvaldo
- Marisa Sanches - Mildred
- Agenor Vernin - Tonho
- Solange Theodoro - Solange
- Roberto Rocco - Ronaldo
- Luiz Parreiras - Oscar
- Ivanise Senna - Marlene
- Olney Cazarré
- Yara Lins
- J. França - Sr. Silva
- Aparecida de Castro
- Xandó Batista
- Yvan Mesquita - novo chefe de Marina, último capitulo

## Trilha Sonora

### Trilha Sonora Nacional
1. Branca - Orquestra Continental
2. Cretina - Tom & Dito
3. Saudade de Amar - Célia
4. Tardes de Lindóia - Orquestra Continental
5. Mentiras - Márcio Prado
6. Amar é Viver - Carlos Lyra
7. Meu Mundo de Esperança - Joelma
8. Abismo de Rosas - Orquestra Continental
9. Recordações - Sílvio Brito
10. Rapaziada do Brás - Orquestra Continental
11. Prelúdio Em Contra-canto - Paulinho Nogueira
12. Choro de Saudade - Déo Rian
13. As Histórias de Amor São Sempre Iguais - Denilson
14. Você Tem - Márcio Prado

### Trilha Sonora Internacional
1. Pardonne-moi - Gilbert
2. Y Te Vas - Jose Luis Perales
3. Everything Is Love - Mighty Clouds of Joy
4. Inhibition - Guido e Maurizio de Angelis
5. Volando (Sailing) - I Dik Dik
6. I'm Gonna Love You To The Max - The Dramatics
7. Why - Curly White
8. Save Your Kisses For Me - Bobby Vinton
9. Non Ne Te Andare - Luciano Rossi
10. Olho Pra Não Ver Ninguém - Antônio Mourão
11. I Hope We Get To Love In Time - Marilyn McCoo & Billy Davis Jr.
12. Triangolo - Franco Simone
13. Une Femme… (Avec Toi) - Nicole Croiselle
14. I'll Sing This Love - Mitch Miller

## Prêmios e indicações
| 1976 Troféu APCA |               |        |
| Melhor Atriz     | Laura Cardoso | Venceu |
| Revelação        | Kate Hansen   | Venceu |